# Margita Alfvén
Margita Alfvén (Copenaghen, 16 novembre 1905 – Stoccolma, 11 marzo 1962) è stata un'attrice svedese.

## Biografia
Figlia del compositore svedese Hugo Alfvén e della pittrice danese Marie Krøyer, a 15 anni fu fidanzata con il musicista Evert Taube, ma il loro rapporto non durò a lungo e nel 1924 Margita sposò un certo Henrik Conrad Bohlin, da cui si separò tre anni dopo.
La carriera cinematografica di Margita Alfvén fu piuttosto breve, con dodici film interpretati nell'arco di sette anni, parte dei quali prodotti in Germania. Margita Alfvén morì nel 1962 e fu sepolta nel cimitero di Leksand insieme alla madre e alla sorellastra Wibeke Krøyer (1895-1985).

## Filmografia
- Hennes lilla majestät, regia di Sigurd Wallén (1925)
- Dollarmillionen, regia di Sigurd Wallén (1926)
- Farbror Frans, regia di Sigurd Wallén (1926)
- Parisiskor, regia di Gustaf Molander (1928)
- Janssons frestelse, regia di Sigurd Wallén (1928)
- Der Weg durch die Nacht, regia di Robert Dinesen (1929)
- När rosorna slå ut, regia di Edvin Adolphson (1930)
- Lika inför lagen, regia di Gustaf Bergman (1931)
- Trådlöst och kärleksfullt, regia di Frederick Lindh (1931)
- Drei von der Stempelstelle, regia di Eugen Thiele (1932)
- Mädchen zum Heiraten, regia di Wilhelm Thiele (1932)
- Fidele Razzia, regia di Richard Joyce - cortometraggio (1932)